# 브리기테
브리기테(독일어: Brigitte)는 독일의 여성잡지이다. 유럽의 제일 큰 출판기업 그루너+야르에서 간행된다. 간행주기는 격주이다.

## 역사

브리기테를 발행하는 출판사 그루너+야 로고

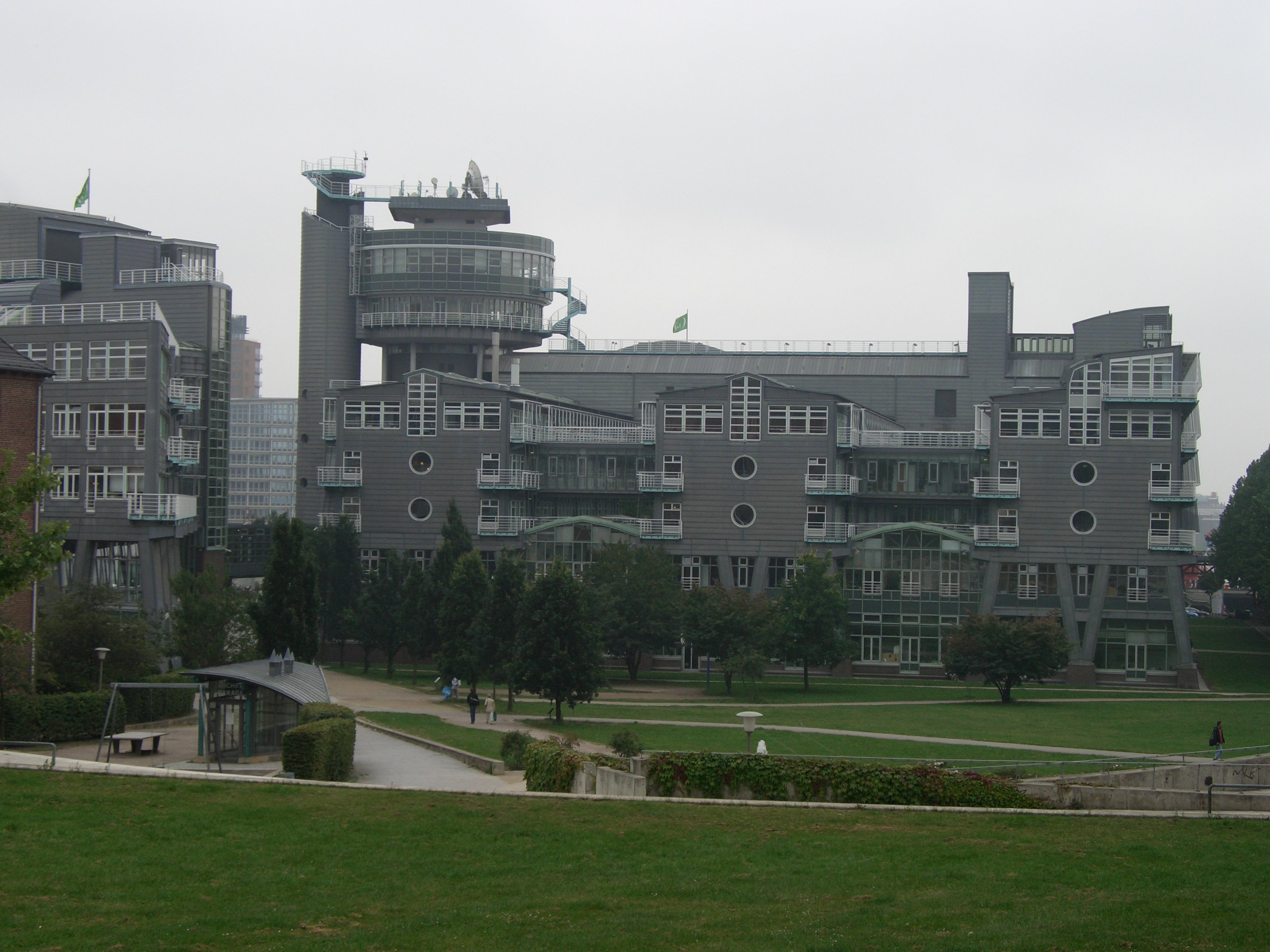
함부르크에 위치한 그루너+야 출판사 본사

브리기테는 독일의 가장 오래된 역사를 자랑하는 여성잡지로 초판은 1954년 5월에 출간되었다. 초판은 패션과 화장 분야를 다루었으며, 영양가 있는 요리를 소개하였다.
1960년대와 1970년대에 여성 해방이 이슈가 되었을 당시 브리기테도 많은 변화를 겪었다. 편집부는 선구자 역할을 하고자 하였고, 과거 금기시 되는 주제를 다루기도 하였다. 역사의 흐름에 따라 브리기테의 컨셉트는 현모양처에서 워킹 맘으로 바뀌었다. 그러나 스위스 사학자 도라 호르바트에 따르면, 브리기테는 사회에 불만을 품은 주부 독자들이 많았음에도, 오랫동안 ‘행복한 주부생활‘만 다루었다.

2009년 5월 브리기테의 웹사이트와 인쇄판이 통합되었다. 통합버전의 책임은 안드레아스 레버트와 브리기테 후버에게 있다.

## 전략
브리기테는 중심적으로 패션과 문화, 심리학, 연애, 의학, 환경, 직업세계, 정치 등의 분야를 다룬다. 또한 브리기테에서 소개하는 여성상은 변화를 환영하고, 자신감있고, 호기심있는 성인여성이다.
브리기테의 독자전략은 표제에 잘 나타난다. 대표적인 주제로는 1957년 표제 "5월의 결혼", 1989년 "머리 스타일-최고의 숏컷 스타일링", 1991년 "맛있는 과일 케이크", 1998년 "하얀색과 파스탤색을 이용한 로맨틱 인테리어", 2003년 "사랑: 그는 언제 프로포즈 할 것인가?" 등이 있다.
이러한 주제의 반복은 지루함을 불러일으킨다는 비판도 받았지만 편집부에서는 여성들이 제일 관심을 갖는 주제들이라고 말했다. 이 외에 여성 오르가즘 등의 기존 금기시 되었던 주제들도 다루었다.

## 통계
브리기테는 2007년 1분기에 평균 800 000부가 발행되었다. 독일 광고매체 유통 관측 정보협회(IVW)에 따르면 브리기테의 독자층은 2006년 2분기에 3 600 000명이었다. 더불어 2006년에 14세 이상의 여성 중 10.6 %가 브리기테 독자였다.

## 계열사
| 제목                                              | 간행 주기       | 비고                                  |
| ------------------------------------------------- | --------------- | ------------------------------------- |
| Brigitte Woman                                    | 월간            | 40세 이상 여성이 대상 독자층이다.     |
| Brigitte Balance – Das Beste für Körper und Seele | 3개월 마다 간행 | 피트니스와 건강, 의학, 영향을 다룬다. |
| Brigitte Young Miss                               |                 | 유스잡지                              |

## 논란

### 브리기테 다이어트 프로그램
브리기테는 1969년부터 정기적으로 브리기테 다이어트라른 다이어트 프로그램을 다룬다. 브리기테 [[다이어트]는 독일의 제일 알려지고 오래된 다이어트 프로그램에 속한다. 브리기테지에는 사진과 함께 조리 비법 실리고, 독자들은 이를 따라 조리한다. 자사 발표에 따르면 소개되는 요리는 풍부한 영양가를 자랑하면서 균형된 식단을 유도한다. 조리방식 연구에는 영양전문가와 의료진이 참여한다.

브리기테 다이어트는 다른 다이어트 프로그램에 대한 일반적인 비판고 같은 맥락으로 논란이 되었다. 요요 현상을 무시하며, 시간 소모가 너무 많아 여성 직장인에게 비효울적이라는 비판을 받았다.

### 전문 모델 퇴출 사건
브리기테는 2009년 10월 전문 모델 퇴출 계획을 발표하였다. 계획에 따라 2010년 1월 2일 호부터 전문 모델이 더 이상 교용되지 않았다. 인쇄잡지와 웹 사이트에 모두 전문 모델 대신 일반 여성이 실렸다. 이는 거식증과 지나친 외모지상주의에 대항하기 위하였다. 이 계획에 따라 함부르크에서 중등학교 역사 교사로 근무하는 29세의 지빌레 차버가 480유로 실크드레스를 입고 유명 여배우였던 마를레네 디트리히를 흉내낸 패션사진 이 잡지에 실렸다.

브리기테는 전문 모델 퇴출 방침에 여론은 많은 호응을 보냈다.

그러나 그저 광고 효과를 노리고 하는 프로젝트라는 비판을 받기도 하였다.

2012년 9월 6일에 편집장이 교체되면서 9월 6일 호부터 다시 전문 모델이 고용되었다.

## 기타
브리기테 사진 작가는 F.C 군트라흐와 샬로테 마르흐이며 브리기테는 전 잡지를 맹인용 점자로 제공하는 독일의 최초 여성잡지이다.